# Corning
Corning Incorporated er en amerikansk multinational virksomhed der fremstiller glas, keramik og relaterede materialer som optik. Corning har fem væsentlige forretningsenheder: skærmteknologi, miljøteknologi, life sciences, optisk kommunikation og specielle materialer. Corning er involveret i to joint ventures: Dow Corning og Pittsburgh Corning. Corning udvikler og producerer Gorilla Glass, der benyttes i mange smartphones.